# Devil Girl from Mars
Devil Girl from Mars (literalmente en español, Chica diabólica de Marte; conocida en varios países de Hispanoamérica como La Diabla de Marte) es una película británica de ciencia ficción en blanco y negro de 1954, producida por los hermanos Danziger, que fue dirigida por David MacDonald, y protagonizada por Patricia Laffan, Hugh McDermott, Hazel Court, Peter Reynolds y Adrienne Corri. La película fue estrenada por British Lion.
La historia de la película trata sobre una comandante alienígena enviada desde Marte para adquirir varones humanos para reemplazar a su población masculina en declive, con el objetivo de salvar a la civilización marciana de la extinción.

## Sinopsis
Una dura alienígena proveniente de Marte, vestida de cuero, armada con una pistola de rayos láser y acompañada por un amenazante robot, llega a la tierra en un platillo volante que aterriza en los páramos escoceses, para llevarse hombres terrestres y usarlos para la reproducción de su raza y salvarla de la extinción. 

## Reparto
- Patricia Laffan como Nyah, la alienígena de Marte
- Hugh McDermott como Michael Carter
- Hazel Court como Ellen Prestwick
- Peter Reynolds como Robert Justin/Albert Simpson
- Adrienne Corri como Doris
- Joseph Tomelty como el Profesor Arnold Hennessey
- John Laurie como Sr. Jamieson
- Sophie Stewart como Sra. Jamieson
- Anthony Richmond como Tommy
- James Edmond como David

## Recepción
El crítico del British Monthly Film Bulletin (1954), escribió en el momento del estreno de la película que "los escenarios, el diálogo, la caracterización y los efectos especiales son de bajo nivel, pero incluso su modesta irrealidad tiene su encanto. Realmente no hay fallo en esta película que a uno le gustaría ver eliminado. Todo, a su manera, es bastante perfecto".
El crítico de cine estadounidense Leonard Maltin dijo que la película es una "imitación británica hilarantemente solemne y exagerada de las películas baratas estadounidenses". El crítico de cine británico Leslie Halliwell dijo: "Un intento absurdo de sacar provecho de la nueva moda de la ciencia ficción. El presupuesto está a la altura de la imaginación".
En British Sound Films: The Studio Years 1928-1959, David Quinlan calificó la película de "promedio" y escribió: "una película cifi sonora se desarrolla como un serial temprano".
Chibnall y McFarlane escribieron en The British 'B' Film:

"Vestida como una dominatriz con casco de cuero, capa y botas de tacón aguja, [Nyah] es una figura genuinamente impactante en el sobrio mundo del cine británico de la época: es como si el submundo del fetichismo sadomasoquista hubiera emergido de repente, y con él el inconsciente colectivo de la nación. Respaldada por el poder mecanizado de su fiel robot (que se asemeja a una nevera con patas), imparte una carga sexual que el guion de la película lucha por contener, y da un giro completamente diferente al deseo expresado por otra de las visitantes de la posada, la modelo metropolitana pródiga interpretada por Hazel Court, de pasar más tiempo en el campo, encontrar al hombre adecuado, tener hijos. Nyah es una amenaza erotizada para un patriarcado que estaba cada vez más preocupado en los años de posguerra. Viene a convertir a los orgullosos hombres de la Tierra en esclavos sexuales de su orden matriarcal... Devil Girl from Mars es, por lo tanto, no solo un clásico camp sino un momento ideológicamente significativo en el cine británico de los 50".

Devil Girl from Mars posteriormente desarrolló seguidores a través de su versión en video doméstico.